# Camp Blood
Camp Blood è un film slasher direct-to-video del 2000 scritto e diretto da Brad Sykes.
Primo film della serie Camp Blood, è stato seguito da sette sequel ufficiali, uno spin-off intitolato Ghost of Camp Blood ed un sequel non ufficiale intitolato Within the Woods. Camp Blood vede Jennifer Ritchkoff nei panni di una giovane donna che si reca in un campeggio deserto con i suoi amici, solo per ritrovarsi alla mercé di un clown assassino. Il film è uscito direttamente in home video il 4 aprile 2000 ed è stato distribuito in DVD nel 2002.

## Trama
Il film inizia con la birdwatcher Sally e il suo fotografo Victor, che stanno facendo sesso nei boschi di Camp Blackwood. Improvvisamente i due vengono attaccati da una persona, vestita con una tuta da lavoro ed una maschera da clown, armata di machete. Il clown uccide Victor ed insegue Sally attraverso i boschi, facendo oscillare il machete prima che il film tagli sui titoli di testa.
Tricia, il suo ragazzo Steve, l'amico di Steve Jay e la sua fidanzata Nicole stanno progettando una gita a Camp Blackwood. Tricia ha però delle riserve sul viaggio a Camp Blackwood perché ha letto su un giornale della scomparsa di Sally, la cui auto è stata trovata proprio a Camp Blackwood. Steve riesce però a convincere Tricia che il luogo è sicuro e così le due coppie si dirigono al campo con l'auto di Jay.
Nel frattempo al campo, due cacciatori di cervi, Gus e George, scoprono che Sally è ancora viva, insanguinata e contusa. Il clown appare e li uccide tutti e tre.
In viaggio da più di un'ora, i quattro ragazzi hanno bisogno di indicazioni per raggiungere il campo. Fermatisi sul lato della strada, si mettono a parlare con un pazzo locale di nome Bromley Thatcher. L’uomo li avverte della presenza nella zona di un clown malvagio e a malincuore dà loro indicazioni per raggiungere il campo, ora noto a tutti come "Camp Blood".
Nei boschi, incontrano la loro guida, una donna lesbica conosciuta come Harris, che sembra essere attratta da Nicole. Tricia chiede a Harris se ha sentito qualcosa sul clown o perché il posto è soprannominato "Camp Blood", ma Harris dice di non sapere nulla al riguardo.
Dopo aver trascorso la giornata a svolgere compiti umili come raccogliere legna da ardere ed allestire il campo, il gruppo fa un falò, volendo raccontare storie di fantasmi intorno al fuoco. Harris rivela quindi di conosce la storia del Campo e del clown e racconta loro la storia. Vent'anni prima, un uomo di nome Stanley Cunningham era stato licenziato dal lavoro e tornato a casa aveva trovato la sua ragazza Marylou a letto con un uomo di nome Nathan. In un impeto di rabbia Stanley li ha messi entrambi fuori combattimento, li ha messi nel bagagliaio della sua auto, ha indossato una maschera da clown e li ha portati al campo dove ha proceduto ad ucciderli. La polizia ha trovato i corpi tre settimane dopo, ma Stanley Cunningham era scomparso e non venne mai più visto. Anche se, nel corso degli anni, alcune persone sono scomparse e alcuni cittadini hanno affermano di aver visto di tanto in tanto un clown vagare per i boschi. Steve,Jay e Nicole si godono la storia, credendo che sia solo una storia inventata da Harris per spaventarli, mentre Tricia si spaventa ed è nervosa per il resto della notte.
Il mattino seguente, il gruppo trova il cadavere carbonizzato di Harris sul fuoco da campo. Tricia inizia a farsi prendere dal panico, credendo che la storia del clown sia vera e che verranno uccisi tutti uno dopo l’altro. Steve riesce a calmarla ribadendo la storia era stata inventata da Harris per spaventarli ma che devono ugualmente andarsene via da lì il prima possibile perché l’assassino di Harris potrebbe essere ancora nei boschi. Mentre il gruppo sta raggiungendo l’auto di Jay, Nicole si sloga una caviglia, costringendo il gruppo a doverla trasportare. Improvvisamente appare il clown appare che intraprende una lotta con Steve, che estrae il suo coltello da sopravvivenza per difendersi. La lotta si conclude con la morte di Steve che viene colpito con il machete al braccio e alla testa. 
Dopo aver preso a pugni Tricia e intimato a Jay di andarsene, il clown se ne va via portando con sé Nicole. Tricia e Jay litigano per il possesso del coltello di Steve, poi Jay prende a pugni Tricia e va a riprendersi Nicole, lasciando Tricia a scappare da sola.
Smarritosi nel bosco, Jay comincia a perdere la testa. Nicole riesce a scappare e si imbatte in Jay che la pugnala accidentalmente uccidendola. Quando compare il clown, Jay si lascia uccidere senza fare resistenza.
Tricia riesce a tornare alla macchina, ma si imbatte in Thatcher. Tricia lo supplica di aiutarla, perché il clown la sta inseguendo e ha ucciso i suoi amici. Thatcher rivela che la storia del clown è stata inventata da lui e da altri locali per spaventare i turisti come lei e i suoi amici. Appare quindi il clown e Thatcher rivela quindi di essere in combutta con il clown quando cerca di cloroformizzare Tricia. Tricia riesce a respingerli e scappa inseguita dal clown. Thatcher, ora in possesso delle chiavi della macchina di Jay, sale sull’auto e si mette anche lui all’inseguimento della ragazza. Accidentalmente Thatcher investe ed apparentemente uccide il clown. Disperato per quanto ha fatto,  Thatcher si mette a piangere per la morte del clown e Tricia, armatasi di machete, ne approfitta per colpirlo uccidendolo. La giovane poi smaschera il clown, scoprendo che si tratta di Harris. Mentre Tricia sale in macchina, Harris indossa nuovamente la sua maschera e tenta di attaccare la ragazza che però riesce ad ucciderla. Allontanatasi dalla zona in preda all'isteria, Tricia inizia ad avere delle allucinazioni sul clown e poi perde conoscenza.
Si risveglia in una stanza imbottita. Un dottore ed un detective entrano per controllare come sta e le rivelano che è stata trovata quattro giorni prima in stato catatonico. Tricia informa il detective che tutti gli omicidi sono stati commessi da Harris travestita da clown ma l’uomo afferma che nei boschi non è stato trovato il cadavere di nessun clown. Compreso che non può provare l’esistenza del clown e che rischia di essere accusata degli omicidi dei suoi amici e degli altri, Tricia cerca istericamente di spiegare al detective e al dottore quanto è accaduto, ma un'infermiera le somministra un sedativo per calmarla. Mentre Tricia inizia a perdere conoscenza e tutti la lasciano nella stanza da sola, la giovane ha l’allucinazione che il clown sia con lei nella stanza ed urla.

## Curiosità
Il personaggio interpretato da Ivonne Armant condivide il nome con la spettrale Mary Lou Maloney di Prom Night II - Il ritorno (1987) e Prom Night III - L'ultimo bacio (1990).

## Accoglienza
Digital Retribution ha dato al film un punteggio misto di uno su cinque, definendolo "un tipico slasher" e ha criticato la recitazione, la sceneggiatura e gli scarsi effetti di sangue del film.

## Sequels
Poco dopo l'uscita del film nel 1999 il regista ne realizzò un sequel, Camp Blood 2, nell'ottobre 2000. Un terzo film, Within the Woods, è stato distribuito nel 2005. Sykes ha scritto e diretto entrambi i sequel e l'attrice Jennifer Ritchkoff ha ripreso il ruolo di Tricia Young in Camp Blood 2, ma non è tornata nel terzo film.
Un quarto film è uscito all'inizio del 2014 col titolo Camp Blood First Slaughter, scritto e diretto da Mark Polonia. Nel 2016 sono usciti altri tre film: Camp Blood 4, Camp Blood 5 e Camp Blood 666. Questi sono stati seguiti da Camp Blood 7 nel 2017, The Ghost of Camp Blood (un film spin-off) nel 2018 e Camp Blood 8: Revelations nel 2019. Tutti questi i film non tengono conto del terzo film realizzato da Brad Sykes nella serie Camp Blood, Within the Woods.